# Menelik Shabazz
Menelik Shabazz (geb. 30. Mai 1954, Barbados; gest. 28. Juni 2021, Simbabwe) war ein britischer Filmdirektor, Produzent, Pädagoge und Schriftsteller aus Barbados. Er galt als Pionier in der Entwicklung eines unabhängigen Black British Cinema. Er prägte über mehr als 30 Jahre lang die zeitgenössische britische Filmlandschaft. Shabazz bekanntester Film ist Burning an Illusion (1981). In den 1980ern war er auch Mitbegründer der Kuumba Film Production Company und von Ceddo Film and Video Workshop, sowie der „Gründungsvater“ des BFM media project (Black Filmmaker Media Project), Herausgeber des Black Filmmaker Magazine (BFM) und Initiator des BFM International Film Festival.

## Leben

### Jugend
Shabazz wurde 1954 in St. John, Barbados, geboren. Seine Familie wanderte in das Vereinigte Königreich aus, als er fünf Jahre alt war. Als Kind hatte er in seinem Dorf mobiles Kino gesehen und begann im Alter von 18 Jahren über das Filmemachen nachzudenken, nachdem er während seines Studiums am North London College mit der ersten tragbaren Videotechnologie von Sony vertraut gemacht worden war. Er schrieb sich 1974 an der London International Film School ein, und obwohl er dort nicht lange studieren konnte, weil er kein „discretionary grant“ (Stipendium) von seinem örtlichen Bezirksrat (borough council) erhielt, „konnte er sich wichtiges Wissen, Selbstvertrauen und Inspiration aneignen um als Filmemacher voranzukommen“ („he was able to grasp important knowledge, confidence and inspiration to move forward as a filmmaker“)."

## Filme und Produktionen

### Step Forward YouthundBreaking Point
1976 führte Shabazz Regie bei Step Forward Youth („Komm Heraus Jugend“), einem 30-minütigen Dokumentarfilm über in London geborene „Black“ Jugendliche, danach arbeitete er an kommerziellen Fernsehsendungen, führte Regie bei Breaking Point („Bruchstelle/Festigkeitsgrenze“; für Associated Television, ATV 1978), das zur Hauptsendezeit im Fernsehen gezeigt wurde und zur Aufhebung des Sus law (Gesetz zum „Anhalten und Durchsuchen einer Suspected Person“) beitrug, welches zur Kriminalisierung schwarzer Jugendlicher eingesetzt wurde.

### Burning an Illusion
Shabazzs erster abendfüllender Spielfilm war Burning an Illusion („Eine Illusion velischt“), den er mit finanzieller Unterstützung des British Film Institute (BFI) inszenierte. Der Film wurde 1981 mit großem Erfolg veröffentlicht und als „einer der wichtigsten Spielfilme, die jemals in Großbritannien gedreht wurden“ („one of the most important feature films ever made in Britain“) bezeichnet. Der Film handelt vom Liebesleben einer jungen Frau und wurde hauptsächlich in den Londoner Stadtbezirken Notting Hill und Ladbroke Grove gedreht. Es war „der erste britische Film, welcher einer schwarzen Frau überhaupt irgendeine Stimme gab“ („the first British film to give a black woman a voice of any kind“) und gerade einmal der zweite britische Film, der von einem schwarzen Regisseur gedreht wurde, nach Horace Ovés Pressure 1975. Burning an Illusion gewann den Grand Prix des Amiens International Film Festivals in Frankreich, und die Hauptdarstellerin Cassie McFarlane gewann den Evening Standard Award für die „Most Promising New Actress“ (Vielversprechendste neue Schauspielerin).

### Blood Ah Go Run
Blood Ah Go Run von 1981 ist eine Dokumentation der Reaktion der schwarzen Gemeinschaft auf den New-Cross-Brand (New Cross house fire, 18. Januar 1981, 13 Opfer), einschließlich des „Aktionstags der Schwarzen“ (Black People’s Day of Action) – in den Worten von Assata Shakur: „Hervorragend eingefangen vom Filmemacher Menelik Shabazz wurde, wie wir gemeinsam an der Fleet Street vorbeimarschierten und die Stadt London zum Stillstand brachten“ („Superbly captured by the filmmaker Menelik Shabazz, collectively as we marched past Fleet Street, the city of London was brought to a standstill“) – und des folgenden Aufstand in Brixton 1981.

### Kuumba und Ceddo Productions
1982 gründete Shabazz zusammen mit Imruh Bakari und Henry Martin die Kuumba Productions, um unabhängigen Filmprojekten eine Plattform zu bieten, und produzierte für Channel 4 das Drama Big George is Dead (1983) unter der Regie von Henry Martin und den Dokumentarfilm I am Not two Islands.
1984 gründete Shabazz zusammen mit Bakari, Lazell Daley und Milton Bryan, den Ceddo Film and Video Workshop, ein Franchise-Kollektiv, welches Filme für Channel 4 produzierte, In diesem Kollektiv schrieb er das Dokudrama Time and Judgement und führte Regie. In dem Drama geht es um die Geschichte der Kampagnen der Black Community überall in der Welt, in welchem er Nachrichten-Material verarbeitete. Ceddo produzierte eine ganze Anzahl von Dokumentarfilmen, inklusive Street Warriors (1985), The People’s Account (1987) und Omega Rising – Women of Rastafari. Seine Vision für Ceddo war es „schwarze Filmproduktion, Schulung und Filmvorführungen zu stärken“ („to empower black film production, training and film screenings“). Ceddo wurde von Channel 4 und dem British Film Institute finanziert und führte bahnbrechende Filmproduktions- und Community-Schulungsinitiativen durch und veranstaltete eine Reihe von Vorführungen mit Filmemachern wie Spike Lee (School Daze).

### Catch a Fire (1996)
Im Jahr 1996 drehte er im Rahmen der sechsteiligen BBC-Bildungsserie Hidden Empire die Drama-Dokumentation Catch A Fire („Fange Feuer“) über das Leben von Paul Bogle und den Morant Bay-Aufstand von 1865. Es enthält ein Interview, das Shabazz mit Bogles Urenkel Philip Bogle (der im folgenden Jahr starb) geführt hat, den Shabazz bei einem Besuch in Jamaika mit dem Historiker Cecil Gutzmore kennengelernt hatte.

### The Story of Lover’s Rock (2011)
Im Jahr 2011 machte Shabazz einen Film im Genre „romantischer Reggae“ mit dem Titel „The Story Of Lover’s Rock“ („Die Geschichte von Lovers Rock“, welcher von einer Ankündigung der von Castro Brown organisierten Lovers Rock Gala Awards inspiriert wurde). Der Film war einer der erfolgreichsten Dokumentarfilme in britischen Kinos. Er beschrieb den Film als „Fusion-Dokumentation“ („fusion documentary“): „Er befasst sich mit Lover’s Rock anhand von Interviews, Comedy, Live-Auftritten, Tanz und Archivmaterial. Es erzählt die Geschichte von seinen Anfängen im Süden Londons bis hin zum Erfolg in Japan und seiner Entwicklung zu einer globalen Marke. Dazwischen werfen wir einen Blick auf die Underground-Szene rund um die Musik – ihren intimen Tanz, die Soundsysteme, den sozialen Hintergrund in der volatilen Ära der 70er und 80er Jahre – sowie den Mangel an Mainstream-Erfolg in Großbritannien.“

### Looking for Love (2015)
Sein letzter Film, welchen er weitgehend selbst finanzierte, Looking for Love, war ein aufschlussreicher Einblick in das Leben und die Liebe von Singles im digitalen Zeitalter. Er feierte im Mai 2015 vor ausverkauftem Publikum sein Debüt am British Film Institute und im August wurde der Film landesweit in wichtigen britischen Kinos veröffentlicht, darunter: Vue Cinemas in Shepherds Bush, Birmingham und Westfield Stratford; Tricycle Theatre, Kilburn; Hackney Picturehouse; Ritzy Cinema; Rio Cinema (Dalston) (mit einer Frage-und-Antwort-Runde für den Regisseur am 22. August); Streatham Odeon und Midlands Arts Center.
Der Film wurde allgemein gut aufgenommen, wobei die Rezensenten des The Guardian ihn als „interessant und sympathisch“ (engaging and sympathetic) empfanden, und andere bezeichneten ihn als „humorvoll und dennoch lehrreich“ („humorous, yet educational“), und kommentierten, dass seine Herangehensweise an die Geschlechterbeziehungen in der schwarzen Gemeinschaft „eine längst überfällige Debatte eröffnete“ („opens a long overdue debate“). The British Black List fand ihn „sowohl erbaulich als auch wichtig“ („both edifying and important“), und sagte weiter: „Es überrascht nicht, dass Looking For Love nicht alle Antworten hat, aber geschickt den Finger in die richtige Richtung zeigt“ („Unsurprisingly, Looking For Love does not have all the answers but cleverly points the fingers back in the right direction“). Der Filmkritiker von des The Observer erklärte: „Interviews, Poesie, Tanz und Musik vereinen sich in Menelik Shabazz‘ offenem, lustigem und zugänglichem Bericht über heterosexuelle moderne Liebe. Der Schwerpunkt liegt auf den Erfahrungen aus erster Hand der schwarzen britischen Gemeinschaft – von jungen Singles, die im Karneval unterwegs sind bis hin zu einem Paar, das seit 50 Jahren verheiratet ist – dieser Dokumentarfilm mit knappem Budget bietet ein unvoreingenommenes Ohr für Meinungen, die von augenöffnend bis umwerfend reichen. Eine genauere Bearbeitung hätte möglicherweise etwas von dem schwammigeren Psychogeschwätz im Zaum gehalten, aber der Wunsch, missbräuchliche Beziehungen in einen breiteren historischen Kontext (Sklaverei, Entmannung usw.) zu stellen, zahlt sich aus. Komiker verleihen dem Film Schwung, aber es sind die gewöhnlichen Geschichten, die die größten Wahrheiten sagen.“

## Bildungsarbeit
Shabazz hielt Vorträge und leitete Workshops auf internationaler Ebene, unter anderem in der Karibik sowie in ganz Großbritannien und den USA an Veranstaltungsorten und Bildungseinrichtungen wie der National Film and Television School, der University of Southampton, der University of Leeds, der University of North East London und der University of Westminster, London International Film School, British Film Institute, New York University und Howard University. Einige seiner Werke (darunter The Story of Lover’s Rock, Step Forward Youth, Breaking Point, Blood Ah Go Run, Catch a Fire, Time and Judgement, Burning an Illusion und Looking for Love) sind auf DVD erhältlich.

## Black Filmmaker Magazine und bfm International Film Festival
1998 gründete Shabazz das Black Filmmaker Magazine (bfm), die erste Publikation zu schwarzen Filmen, die sich an die globale schwarze Filmindustrie richtete, und im Laufe des nächsten Jahrzehnts wurde die Publikation in Europa und den USA vertrieben. 1999 gründete er das bfm International Film Festival als Plattform für die Vorführung von schwarzem Weltkino und zur Inspiration britischer Talente. Das Festival wurde zum größten seiner Art in Europa. Er sagte: „BFM war das Ergebnis meiner Frustrationen in der Filmindustrie. Ich wollte diese Wut in etwas Positives kanalisieren, was ursprünglich als Magazin (Black Filmmaker) begann und die Absicht hatte, Informationen über die Filmindustrie an die nächste Generation weiterzugeben. Zu dieser Zeit herrschte ein Mangel an jungen Menschen, die regelmäßig in die Branche einstiegen. Das Magazin fungierte als Schnittstelle zwischen Industrie und Filmemachern und aus der Initiative entwickelte sich das Black Filmmaker International Film Festival.“ Im Juni 2019 wurde das Black Filmmaker Magazine in Zusammenarbeit mit seinem langjährigen Freund und Geschäftspartner, dem Filmemacher und Fotografen Floyd Webb, online neu gestartet.

## Tod
Shabazz starb am 28. Juni 2021 in Simbabwe. Er war 67 und litt an Komplikationen im Zusammenhang mit Diabetes. Seinem Nachruf im Guardian zufolge hatte er im April 2021 mit den Dreharbeiten zu einem neuen Spielfilm namens The Spirits Return („Die Geister kehren zurück“) begonnen, bei dem es sich um ein Projekt handelte, das „während des Lockdowns in Simbabwe entstanden war... eine uralte Liebesgeschichte über Nubia, eine britische Frau, die Simbabwe auf der Suche nach ihren kulturellen und angestammten Wurzeln besucht.“ („hatched during lockdown in Zimbabwe... an ancestral love story about Nubia, a British woman who visits Zimbabwe searching for her cultural and ancestral roots“).

## Filmographie
- 1977: Step Forward Youth— 30-minütige Dokumentation.[39]
- 1978: Breaking Point – The Sus Law Controversy— 38 min. (ATV)[39]
- 1981: Burning an Illusion— Spielfilm, 107 min. (Drehbuch und Regie)[39][40]
- 1981: Blood Ah Go Run— 20 min. Nachrichten (co-director mit Imruh Caesar)[39]
- 1988: Time and Judgement— sci-documentary (Regie; Channel 4)[39]
- 1996: Catch a Fire—30 min. Doku-drama (Teil von Hidden Empire, BBC 2)[39]
- 2011: The Story of Lover’s Rock— Romantic Reggae (Regie)[39][40]
- 2015: Looking for Love— Dokumentarfilm, 115 min. (Regie/Produzent)[39][41][42]
- 2018: HEAT— TV drama[43]
- 2019: Pharaohs Unveiled— Dokumentarfilm (Regie, Drehbuch; SunRa Pictures)[44][45]

## Auszeichnungen
- 1982: Grand Prix des Amiens International Film Festival. für Burning an Illusion[16]
- 1996: Prize Pieces Award des National Black Programming Consortium, US, für Catch a Fire[36][46]
- 2011: The Story of Lover’s Rock highest grossing documentary in UK cinemas 2011.[24]
- 2012: Jurypreis für die Beste Dokumentation beim Trinidad International Film Festival für The Story of Lover’s Rock[7]